# Cyperus hamulosus
Cyperus hamulosus är en halvgräsart som beskrevs av Friedrich August Marschall von Bieberstein. Cyperus hamulosus ingår i släktet papyrusar, och familjen halvgräs. Inga underarter finns listade i Catalogue of Life.